# Willy Böckl
Willy Böckl (Klagenfurt, Imperi Austrohongarès 1893 - 1975) fou un patinador austríac, un dels més destacats de la dècada del 1920.

## Biografia
Va néixer el 27 de gener de 1893 a la ciutat de Klagenfurt, ciutat que en aquell moment formava part de l'Imperi Austrohongarès i que avui en dia forma part d'Àustria. Va morir el 22 d'abril de 1975.

## Carrera esportiva
Aconseguí la victòria del Campionat del Món de patinatge artístic sobre gel en quatre ocasions, així com del Campionat d'Europa de patinatge artístic sobre gel en set ocasions. Participà en els Jocs Olímpics d'Hivern de 1924 realitzats a Chamonix (França) finalitzant en segona posició, medalla que renovaria en els Jocs Olímpics d'Hivern de 1928 realitzats a Sankt Moritz (Suïssa).
En finalitzar la seva carrera esportiva s'instal·là als Estats Units d'Amèrica on es convertí en entrenador.